# Kevin Evans
Kevin Evans (17 de septiembre de 1976) es un deportista británico que compitió por Gales en boxeo. Ganó una medalla de bronce en el Campeonato Mundial de Boxeo Aficionado de 1999, en el peso pesado.

## Palmarés internacional
| Representando a Gales |                          |                   |           |
| Campeonato Mundial    |                          |                   |           |
| Año                   | Lugar                    | Medalla           | Categoría |
| 1999                  | Houston (Estados Unidos) | Medalla de bronce | 91 kg     |